# Kung Fu Panda 3
Kung Fu Panda 3 (bra: Kung Fu Panda 3; prt: O Panda do Kung Fu 3) é um filme animado 3D Americano-Chinês de 2016 de animação computadorizada dos gêneros comédia de ação e artes marciais, produzido pela DreamWorks Animation e Oriental DreamWorks, e distribuído pela 20th Century Fox. Foi dirigido por Jennifer Yuh Nelson e Alessandro Carloni. O filme foi escrito por Jonathan Aibel e Glenn Berger, produzido por Melissa Cobb, com produção executiva de Guillermo del Toro. É a sequência do filme de 2011, Kung Fu Panda 2 e o terceiro filme da franquia Kung Fu Panda. O filme contou com as vozes de Jack Black, Angelina Jolie, Dustin Hoffman, J. K. Simmons, Jackie Chan, Lucy Liu, Seth Rogen, David Cross, Bryan Cranston, Kate Hudson, e James Hong. Jean-Claude Van Damme e Randall Duk Kim reprisaram seus papéis de Mestre Crocodilo e Oogway dos dois filmes anteriores.
O filme teve uma rápida estreia primeiro na China em 23 de janeiro como um especial, depois marcando estreia na Coreia do Sul e Rússia em 28 de janeiro, e 29 de janeiro nos Estados Unidos e Canadá, com estreias para março e abril em outros países. O filme chegou nos cinemas do Brasil em 3 de março, estreando na liderança dos cinemas brasileiros.
O filme, como seus antecessores, recebeu críticas positivas dos críticos e do público. Ele teve a maior abertura na sua estreia na China, do que nos Estados Unidos e Canadá e em outros países que registraram a mais baixa abertura da franquia. Até no dia 3 de Abril de 2016, o filme já tinha arrecadado mais de US$ 521 milhões em todo o Mundo. Um sucesso comparado a outros filmes da DreamWorks.

## Sinopse
O filme começa com a luta do mestre Oogway contra o iaque malvado Kai (O Coletor) que vence a batalha. No vale da paz, mestre Shifu treina seus guerreiros e logo declara que Po será o mestre dos cinco furiosos. No restaurante do pai adotivo Sr. Ping, Po fica impressionado com outro panda que apareceu na vila e logo descobre que é o seu pai biológico perdido há muito tempo que reaparece de repente, a dupla se reúne para viajar para uma vila secreta dos pandas junto com Sr. Ping, para conhecer dezenas de novos personagens pandas divertidos. Mas quando o vilão sobrenatural Kai (O Coletor) começa a varrer toda a China derrotando todos os mestres de kung fu em busca de tomar o seu Chi, Po deverá treinar os seus amigos pandas e aprender a dominar o seu Chi, e tornar-se o verdadeiro Dragão Guerreiro.

## Vozes
| Personagem           | Original        | Portugal         | Animal                  |
| -------------------- | --------------- | ---------------- | ----------------------- |
| Po (Xiao Po) / Lotus | Jack Black      | Marco Horácio    | Panda-gigante           |
| Mestra Tigresa       | Angelina Jolie  | Fernanda Serrano | Tigre-do-sul-da-china   |
| Mestre Shifu         | Dustin Hoffman  | José Raposo      | Panda-vermelho          |
| Mestre Víbora        | Lucy Liu        | Isabel Ribas     | Víbora                  |
| Mestre Macaco        | Jackie Chan     | Pedro Rodrigues  | Macaco-dourado          |
| Mestre Garça/Grou    | David Cross     | Jorge Mourato    | Grou-da-manchúria       |
| Mestre Louva-a-Deus  | Seth Rogen      | João Ricardo     | Louva-a-deus            |
| Mestre Oogway        | Randall Duk Kim | João Lagarto     | Tartaruga-das-galápagos |
| Sr. Ping             | James Hong      | Octávio Matos    | Ganso                   |
| Li Shan / Lee        | Bryan Cranston  | Pedro Bargado    | Panda-gigante           |
| Mei Mei              | Kate Hudson     | Ana Catarina     | Panda-gigante           |
| Kai, O Coletor       | J. K. Simmons   | José Nobre       | Iaque                   |
| Bao                  | Steele Gagnon   | António Contente | Panda-gigante           |

## Produção

### Desenvolvimento
Em 2010, o CEO da DreamWorks Animation, Jeffrey Katzenberg anunciou que a franquia Kung Fu Panda foi planejada para ter seis filmes, ou "capítulos", completamente. Em julho de 2012, Kung Fu Panda 3 foi oficialmente confirmada por Bill Damaschke, chefe de criação da empresa.
O filme foi feito como uma co-produção entre a DreamWorks Animation e a Oriental DreamWorks, um estúdio com sede em Xangai, fundada em 2012 como uma parceria entre a DreamWorks Animation e as empresas chinesas. Um terço do filme foi feito na China, e o restante nos Estados Unidos, pelo DreamWorks. Esta foi a primeira vez que qualquer grande filme de animação americano foi co-produzido com uma empresa chinesa. Os cineastas trabalharam de perto com a SAPPRFT para garantir o lançamento do filme na China. O status de co-produção do filme na China permitiu que as empresas de produção de contornar estritamente a quota de importação do país e tomar uma fatia maior da receita de bilheteria de filmes importados. Para garantir o sucesso do filme na China, além da versão em Inglês, a versão chinesa do filme foi também totalmente animado, tornando-as únicas versões que terão lábios dos personagens sincronizados com as suas vozes.

### Elenco
Kung Fu Panda 3 teve seu elenco reunido a partir do segundo filme, incluindo a diretora Jennifer Yuh Nelson, a produtora Melissa Cobb, os roteiristas Jonathan Aibel e Glenn Berger, e Guillermo del Toro como produtor executivo. Inicialmente, Nelson estava dirigindo o filme sozinha, mas em fevereiro de 2015, Alessandro Carloni se juntou a ela como co-diretor. De acordo com o relatório, Carloni, foi um supervisor de animação no primeiro filme e um artista de história no segundo, juntou a Nelson nos seguintes pedidos de reforçar a "bancada do diretor" para garantir que o filme fosse concluído em tempo hábil. Dennis Haysbert e Michelle Yeoh deveriam voltar na voz de Mestre Boi e Fala Macia no terceiro filme, mas em última análise, não os fizeram.
Em 9 de abril de 2013, a DreamWorks Animation anunciou que Rebel Wilson, Bryan Cranston, e Mads Mikkelsen tinham se juntado ao elenco do filme. Em abril de 2015, J. K. Simmons tinha substituído Mikkelsen, no personagem que interpretaria. Cinco meses mais tarde, Wilson foi substituído por Kate Hudson devido a um cronograma de produção estendida. O estúdio tinha de reanimar cenas concluídas anteriormente para refletir a interpretação de Hudson no personagem.
O antagonista do filme, Kai, é o primeiro vilão sobrenatural da série Kung Fu Panda. Descrito por del Toro como "o vilão mais formidável ainda", os criadores queriam que ele se distingui-se dos seus antecessores. Nelson respondeu: "Você não pode ir lutar, porque Tai Lung foi um lutador. Você não pode ser mais esperto, porque Shen era o mais esperto. Onde você pode ir? Você tem que ir pelo sobrenatural, maior, e ainda mais intimidante."

### Música
Em 25 de julho de 2014, foi anunciado que Hans Zimmer voltaria a marcar presença no filme. A pontuação inclui apresentações de renomados músicos asiáticos, como pianista chinês Lang Lang, violoncelista chinês Jian Wang e o tocador de Erhu Karen Hua-Qi Ottosson voltaram pela 3ª vez em Kung Fu Panda 3. Desta vez, não só em Erhu mas também Zhong Hu e Gao Hu, músico erhu Guo Gan, e o cantor de Taiwan Jay Chou e o jovem cantor canadense de Taiwan Patrick Brasca. O álbum da trilha sonora foi lançado em 22 de janeiro de 2016. John Powell, que colaborou com Zimmer nos dois primeiros filmes, não retornou para o terceiro filme por causa de seu trabalho em Peter Pan e A Era do Gelo 5. Uma parte da pontuação incluiu uma melodia da canção "I'm So Sorry" da banda de rock Imagine Dragons. A The Vamps gravaram a canção "Kung Fu Fighting" para a trilha sonora.

## Lançamento
Em 10 de setembro de 2012, foi anunciado que o Kung Fu Panda 3 seria lançado em 18 de março de 2016. Em 9 de abril de 2013, a data do lançamento do filme foi transferida de volta para 23 de Dezembro de 2015. Em dezembro de 2014, o filme foi movido para a frente de sua data de lançamento original para 18 de Março de 2016, para evitar a concorrência com Star Wars: O Despertar da Força. Em abril de 2015, a data de lançamento foi novamente deslocada, desta vez para 29 de janeiro de 2016. A AMC Theatres formou parceria com a Fox e a DWA para reproduzir o filme em mandarim em sete cinemas e em espanhol em 14 localizações nos EUA e Canadá que significaria que haveria uma mistura de formatos legendados e dublados de Kung Fu Panda 3. Isso marcou a primeira vez que a AMC fez um filme legendado/dublado em mandarim. O filme teve um lançamento dia-e-data inicial de 28 de janeiro na China, Rússia, Ucrânia, Jamaica, Porto Rico e Coreia do Sul, e nos EUA e Canadá em 29 de Janeiro, de 2016. De acordo com o Deadline.com, a estratégia por trás de uma liberação escalonada era tirar tal proveito de determinadas datas oportunistas que se apresentaram como o Ano Novo Chinês em fevereiro para China.

## Bilheteria
O terceiro filme da franquia estreou nos EUA em 29 de janeiro de 2016 arrecadando US$ 41,2 milhões de dólares no primeiro fim de semana, ficando abaixo do segundo filme que fez US$ 47,6 milhões em 2011. No mercado interno o filme arrecadou US$ 143,5 milhões de dólares, e US$ 377,6 milhões nos outros países, somando US$ 521,1 milhões mundialmente. Apesar da recepção positiva do filme, ele foi a bilheteria mais baixa da franquia ficando atrás dos outros dois filmes, Kung Fu Panda 2 (US$ 665 milhões) e Kung Fu Panda (US$ 631 milhões). A trilogia se tornou a 3° franquia de maior bilheteria da DreamWorks atrás apenas de Shrek (série)[carece de fontes?] e Madagascar (franquia), com os 3 filmes arrecadando US$ 1,871 bilhão de dólares até o momento.

## Recepção
Assim como seus antecessores, Kung Fu Panda 3 recebeu críticas positivas, sendo bastante elogiado pela sua animação, trilha sonora, os personagens, e as sequências de ação. No site agregador de resenhas Rotten Tomatoes o filme detém uma pontuação de 87% baseado em 175 avaliações de críticos profissionais. O consenso dos críticos foi que: "Kung Fu Panda 3 possui o esplendor visual necessário, mas como seu protagonista rotundo, a narrativa dessa sequência também é surpreendentemente ágil, adicionando diversão animada para toda a família".